# گودال شنا (نقاسی)
گودال شنا (به انگلیسی: The Swimming Hole) نقاشی رنگ روغنی از توماس ایکینز است که در حدود ۱۸۸۴–۸۵ میلادی کشیده شده است. این تابلو که یکی از شاهکارهای ایکینز دانسته می‌شود، شش مرد برهنه را در حال شنا در دریاچه‌ای نشان می‌دهد. گودال شنا اکنون در موزه آمون کارتر فورت وورث، تگزاس نگهداری می‌شود.

## نگارخانه

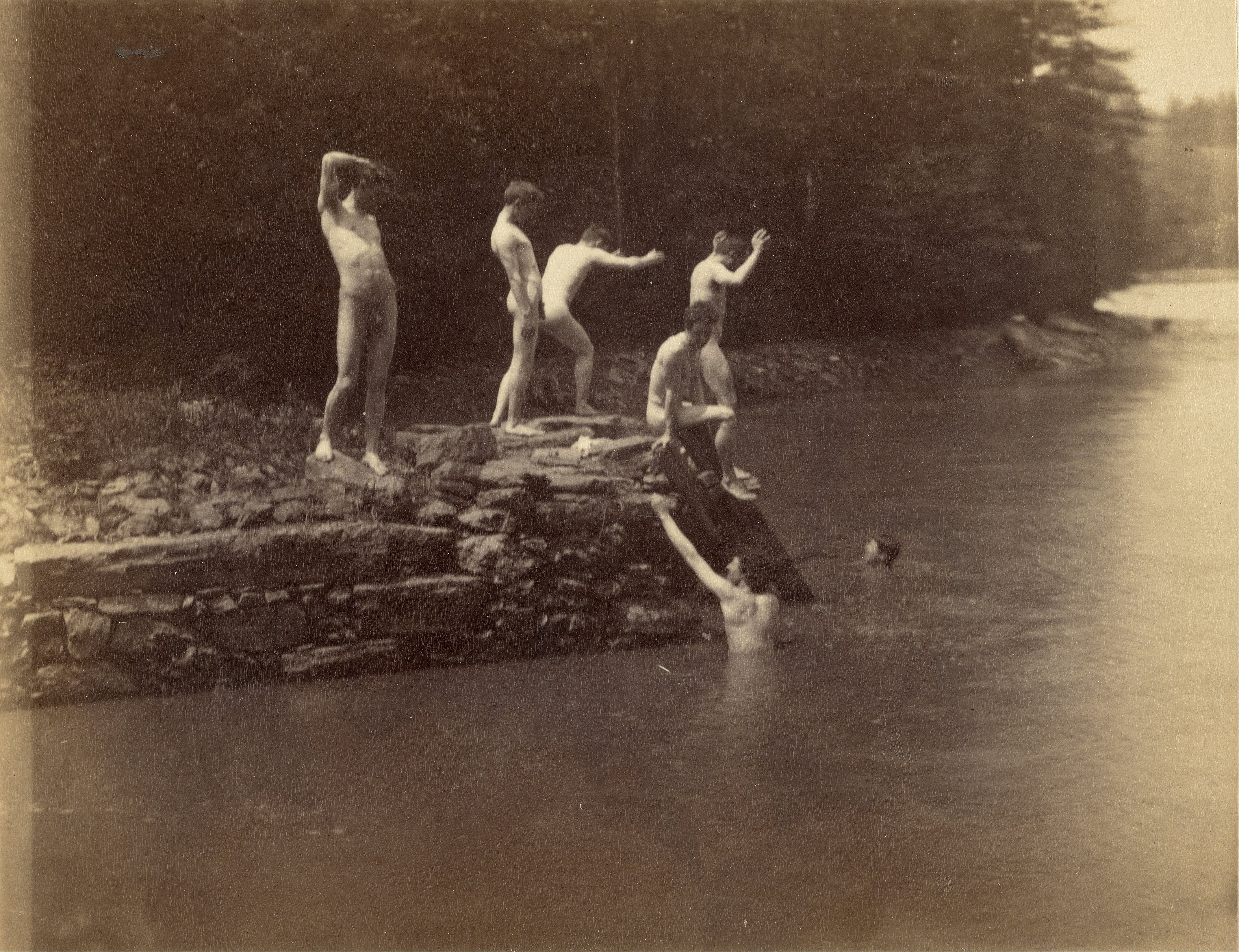
نگاره شاگردان برهنه ایکینز در حال شنا در دریاچه، حدود ۱۸۸۳–۸۴
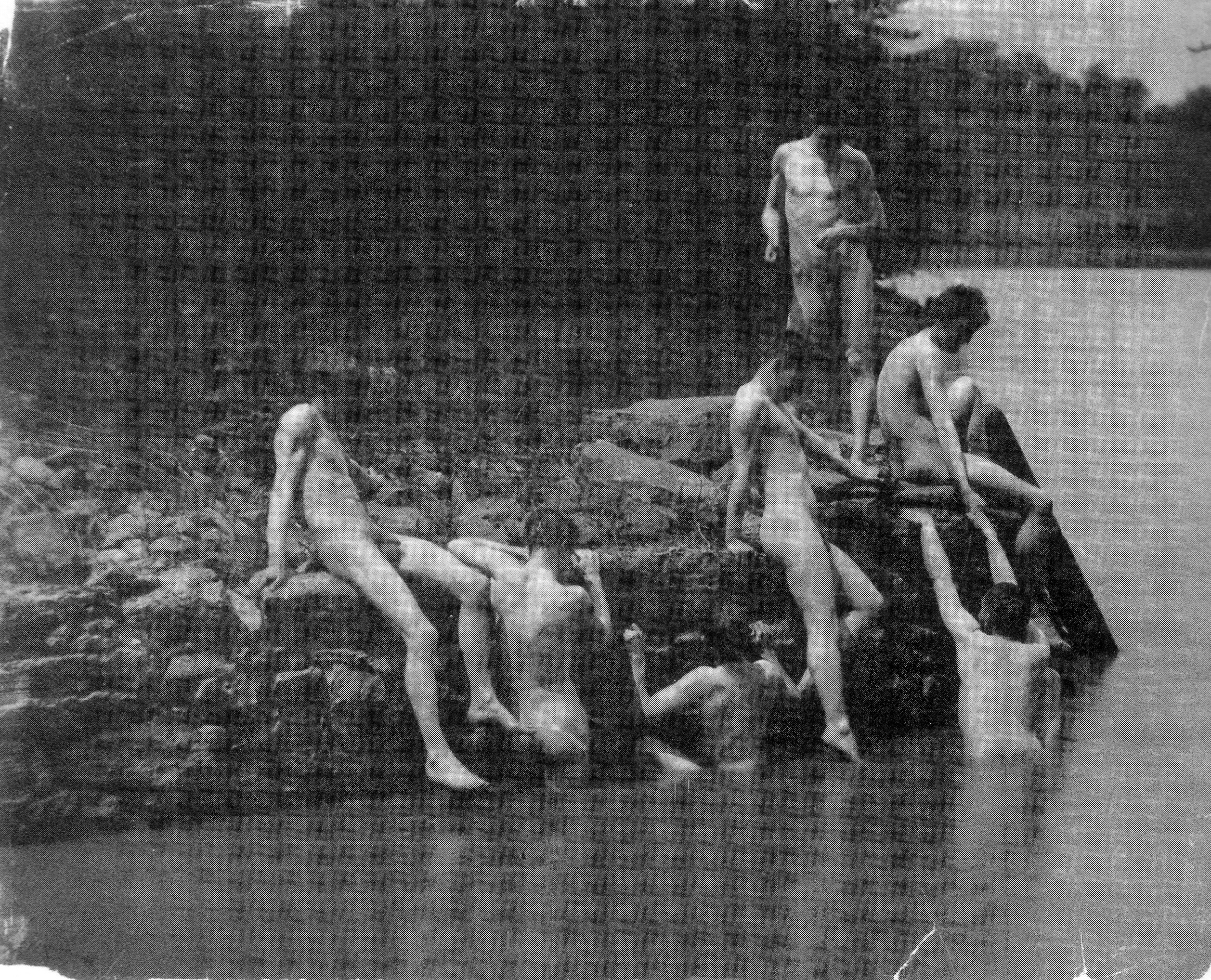
نگاره شاگردان ایکینز در حال شنا، حدود ۱۸۸۳–۸۴
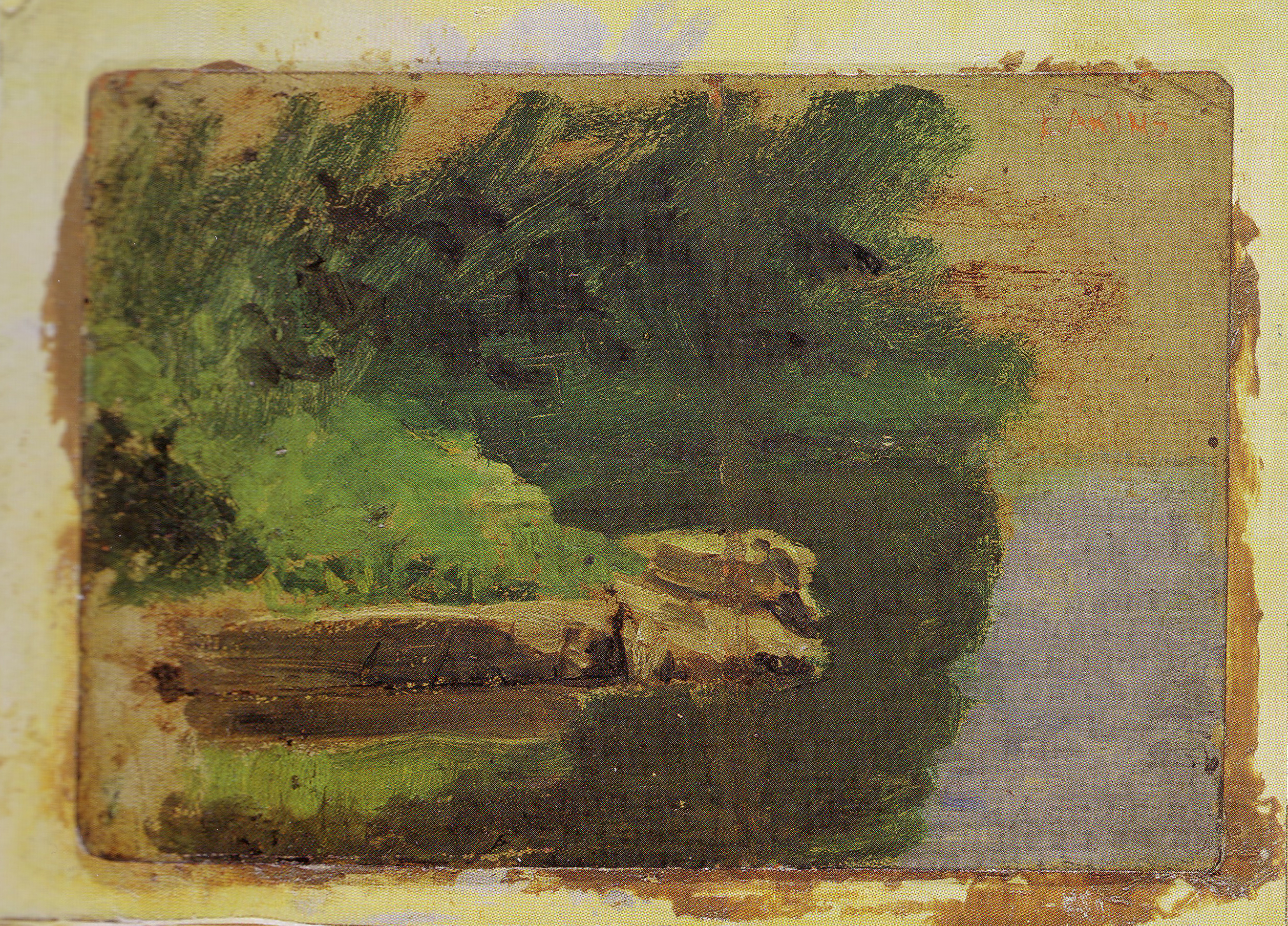
طرح نخستین ایکینز برای منظره
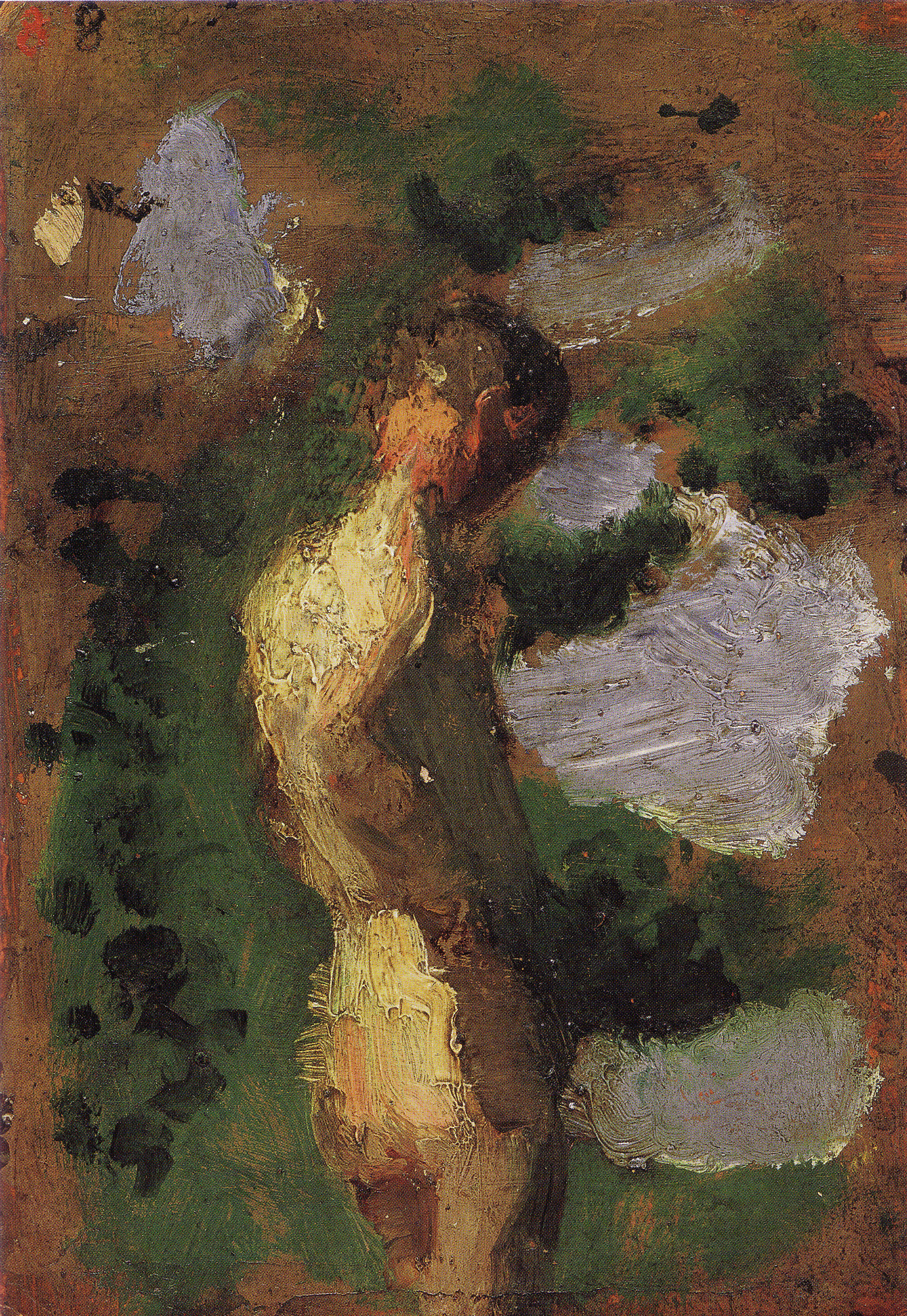
از طرح‌های نخستین ایکینز برای تابلو
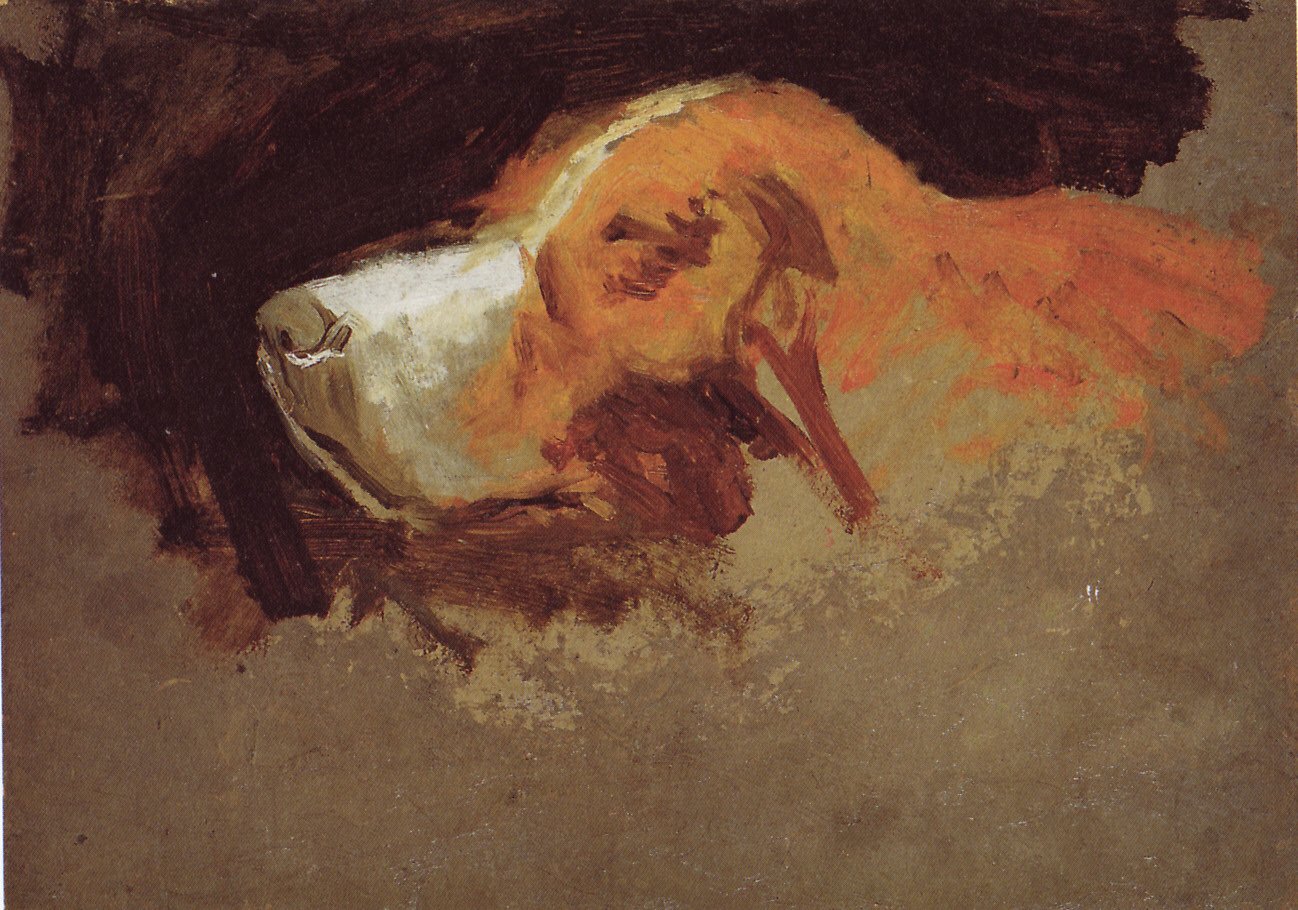
طرح نخستین ایکینز از سگش
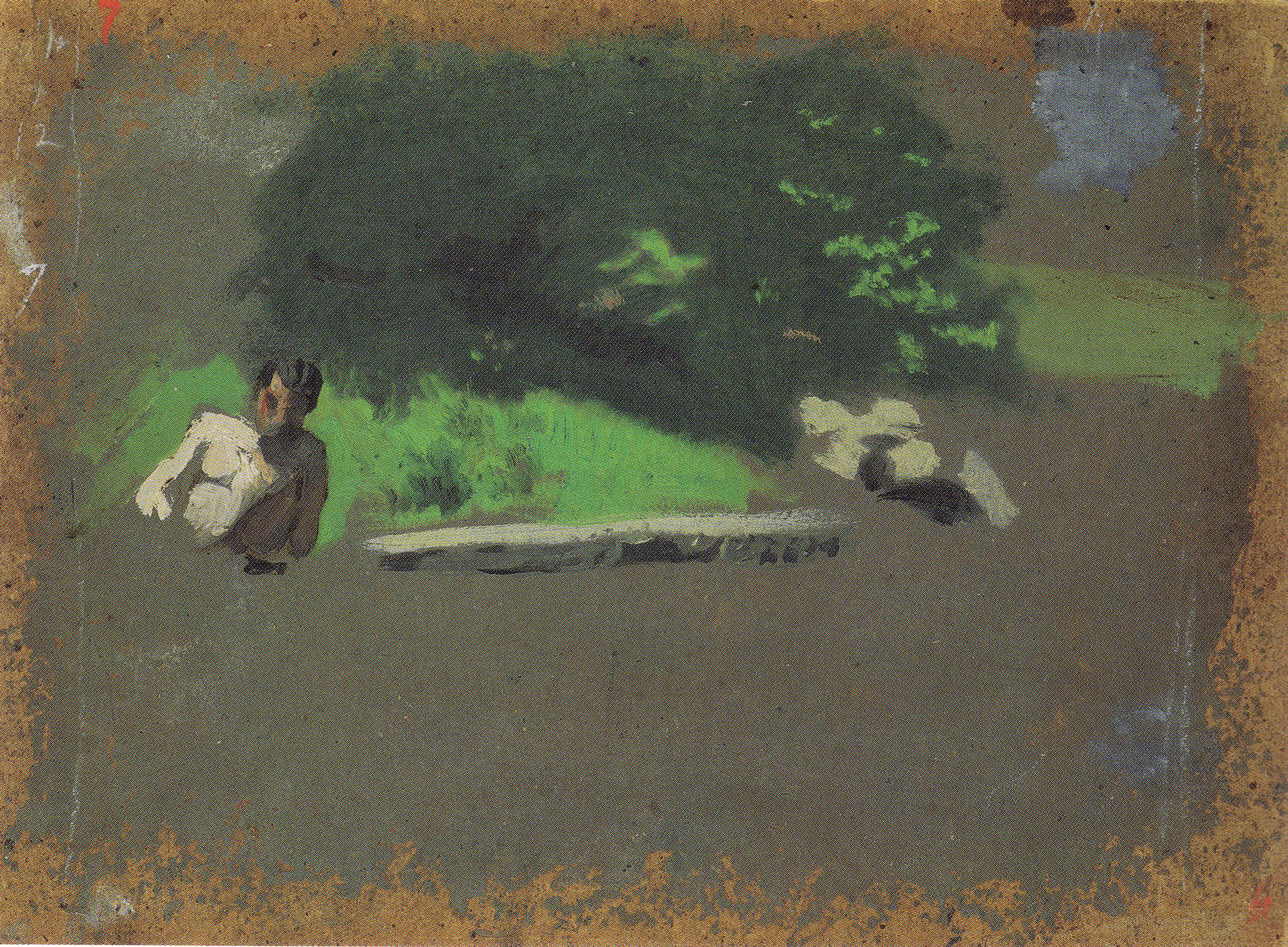
از طرح‌های نخستین تابلو